# 小米Civi 3
小米Civi3是小米集团于2023年5月25日发布的一款主打女性拍照智能手机。2023年6月，小米发布与迪士尼100周年限定版，此次联动对象为迪士尼经典动画形象米老鼠。2023年12月22日，小米追加发布了小米 Civi 3与草莓熊迪士尼100周年限定版，后盖采用纳米毛绒纹理，搭载小米澎湃OS1.0。

## 简介[2]
小米Civi3屏幕使用华星光电C6基材制成，支持120hz刷新率，分辨率达2400×1080。相较于6.67英寸，为优化女性用户的握持体验，小米Civi3使用6.55英寸的屏幕显得更为合理。在核心性能方面，小米Civi3搭载联发科技天玑8200Ultra，主频达到3.1GHz。同时，不同于上一代小米Civi2与Hello Kitty的联名，小米Civi3选择与迪士尼的角色进行联名。

## 硬件

### 屏幕
小米Civi3屏幕使用华星光电C6基材制成，支持120hz刷新率，分辨率达2400×1080，12bit景深，1920Hz高频PWM调光。

### 芯片
小米Civi3采用联发科技天玑8200Ultra，相较于公版天玑8200，天玑8200Ultra通过联发科技向小米开放底层，增强ISP能力，支持小米影响大脑，影响算法得到提升，SOC其他部分未得到明显提升。

### 摄像
小米Civi3拥有五颗摄像头，为前三后二。前置主摄像头采用索尼IMX800，光圈f/1.77,长广角镜头采用索尼IMX355，光圈f/2.2，微距镜头为豪威02B10.后置镜头为两颗3200万像素的三星S5KJD2，一颗为78°，一颗为100°前置超广角镜头，支持拍摄4K视频，EIS视频防抖。

## 价格
| 名称                                    | 配置       | 中国大陆地区售价（元） |
| --------------------------------------- | ---------- | ---------------------- |
| 小米 Civi 3                             | 12GB+256GB | 2499                   |
| 小米 Civi 3                             | 12GB+512GB | 2699                   |
| 小米 Civi 3                             | 16GB+1TB   | 2999                   |
| 小米 Civi 3迪士尼100周年限定版(米老鼠） | 12GB+512GB | 2899                   |
| 小米 Civi 3迪士尼100周年限定版(草莓熊） | 12GB+512GB | 2799                   |